# Lingwistyka kognitywna
Lingwistyka kognitywna – paradygmat językoznawstwa zakładający, że język jest ściśle powiązany z umysłowymi procesami dotyczącymi postrzegania świata. Lingwistyka kognitywna zajmuje się przyswajaniem, gromadzeniem i wykorzystywaniem informacji; opiera się na wcześniej rozwijanej psychologii kognitywnej.
Językoznawstwo kognitywne radykalnie przeciwstawia się gramatyce transformacyjno-generatywnej, zapoczątkowanej przez Noama Chomsky’ego na przełomie lat 50. i 60. XX wieku. Gramatyka ta, jako zbiór reguł wyrażonych w sformalizowanym języku matematycznym, zdominowała ówczesne językoznawstwo i wywarła szeroki wpływ m.in. na psychologię, socjologię oraz na teorię literatury. Do uczniów Chomsky’ego należał początkowo George Lakoff, który jednak po pewnym czasie stał się jednym z najzagorzalszych przeciwników jego gramatyki, uważając, że jest ona może interesującym, ale jednak marginalnym przedsięwzięciem, nie zasługującym na poważne traktowanie. Ostatecznie Lakoff walnie przyczynił się do powstania językoznawstwa kognitywnego, którego teoretyczne podstawy sformułował Ronald Langacker w książce Podstawy gramatyki kognitywnej (1987). Wcześniej, w 1980 r., Lakoff wraz z filozofem Markiem Johnsonem wydali wspólną książkę Metafory w naszym życiu, formułując w niej kognitywną teorię metafory.
Głównym zadaniem lingwistyki kognitywnej jest objaśnienie nie tylko zdolności językowych, ale również możliwości społecznych języka.
Niektórzy przedstawiciele dziedziny na świecie: Ronald Langacker, George Lakoff, Mark Johnson, Paul Kay, Mark Turner, Georges Kleiber, John R. Taylor, Vyvyan Evans.
W Polsce: Henryk Kardela, Tomasz Krzeszowski, Aleksander Szwedek, Elżbieta Tabakowska, Elżbieta Górska, Jolanta Antas, Iwona Nowakowska-Kempna, Bogusław Bierwiaczonek, Roman Kalisz, Krzysztof Korżyk.

## Gramatyka kognitywna
Podstawową różnicą pomiędzy gramatyką transformacyjno-generatywną a gramatyką kognitywną jest to, że w przypadku tej ostatniej gramatyka nie jest systemem stricte formalnym. Kognitywizm w języku często utożsamiany jest z funkcjonalizmem, a zatem z takim kierunkiem badań, który skupia się na tym, jak język jest używany, jakie są jego funkcje. Gdyby spojrzeć na język jak na grę, funkcjonaliści nie zadowoliliby się jedynie opisaniem reguł; pragnęliby zrozumieć, jaki cel i jaką przyczynę mają faktyczne zachowania graczy, nawet te niezgodne z regułami.
Zbudowanie gramatyki kognitywnej wymagało przeformułowania wielu pojęć. Język to „zbiór […] środków służących symbolizacji myśli i komunikacji tych symbolizacji” (John R. Taylor, Gramatyka kognitywna, przeł. Buchta M. i Wiraszka Ł., Kraków 2007, s. 36), a uczymy się go poprzez wzbogacanie swojego repertuaru symboli, aby móc komunikować swoje myśli coraz precyzyjniej i coraz bardziej zrozumiale dla otoczenia. Na naczelne pytanie semiologii – czym jest znaczenie? – kognitywiści odpowiadają: znaczenie jest konceptualizacją. Konceptualizacja, choć pojawia się w umyśle, ugruntowana jest w otaczającej konceptualizującego rzeczywistości fizycznej i socjalnej, dzięki czemu może ona podlegać badaniu naukowemu (Ronald Langacker, Orientation, w: Cognitive linguistics. Critical Concepts in Linguistics. Volume III. Grammar (I), pod red. Goldberg A. E., Nowy Jork 2011). Reguły gramatyczne to jednostki symboliczne, które utrwalają się przez powtarzanie, zaś nieużywane – zanikają, jak np. dualis w języku polskim. Powtarzanie prowadzi też do utrwalania się nowych jednostek językowych, które są np. złożeniami pomniejszych jednostek lub występowały wcześniej jako metafory. Klasy gramatyczne definiowane są przez odwołanie do semantyki, zamiast do wyabstrahowanej ze znaczenia konstrukcji zdań (Roman Kalisz, Językoznawstwo kognitywne w świetle językoznawstwa funkcjonalnego, Gdańsk 2001). Zdanie zaś jest wyrażeniem myśli przy pomocy słów (Kognitywne podstawy języka i językoznawstwa, pod red. Elżbiety Tabakowskiej, Kraków 2001). Idąc tym tropem, do zbudowania teorii gramatyki potrzebne jest nam zrozumienie – choćby ogólne – konstrukcji myśli, gramatyka bowiem odzwierciedla nasz sposób myślenia. Patrząc na biurko, możemy skupić naszą uwagę na monitorze komputera, książce, lampce lub kubku z herbatą, i tak samo kiedy konstruujemy zdanie, potrafimy przenosić uwagę na inne aspekty opisywanej sytuacji dzięki np. szykowi wyrazów, wyborze strony czynnej lub biernej czasownika itd. Potrafimy z pojedynczych elementów budować mniej lub bardziej skomplikowane układy, tak jak potrafimy łączyć ze sobą zdania proste w złożone. Dostrzegamy różnorodne powiązania pomiędzy przedmiotami lub sytuacjami i posiadamy różnorodne konstrukcje, które pozwalają językowo oddać powiązania pomiędzy pojęciami lub zdaniami prostymi. 